# Tomba dei Leoni dipinti
Die Leoni dipinti (deutsch: „Grab der gemalten Löwen“) ist ein einst ausgemaltes etruskisches Kammergrab, das ins 7. Jahrhundert v. Chr. datiert. Das Grab wurde im Jahr 1834 in der Banditaccia-Nekropole bei Cerveteri entdeckt.
Das Grab besteht aus einem monumentalen Tumulus; es wurde beraubt aufgefunden und enthielt nur noch diverse Keramik, darunter korinthische Importware. Ein Dromos führt zur eigentlichen Grabanlage, die aus vier Kammern besteht. Die zwei Kammern links und rechts vom Dromos haben in den Stein gehauene Totenbetten und Bänke. In beiden Kammern befanden sich einst gemalte Abbildungen von Löwen, die dem Grab seinen modernen Namen gaben. Die Farben sind direkt auf den anstehenden Tuff aufgetragen worden. Auf der Rückwand der rechten Kammer sah man einen stehenden Mann zwischen zwei Löwen. Es handelt sich um eine der ältesten Menschendarstellungen in der etruskischen Kunst überhaupt.